# ハツピーマイト
ハツピーマイトとは日本の競走馬で、天皇賞の初代勝ち馬である。同期には牝馬初のダービー馬となったヒサトモがいる。
※馬齢は当時の基準（数え年）にて表記する。

## 概要
1937年3月27日にデビューした。4戦2勝2着2回という成績で同年4月29日の東京優駿大競走（現在の東京優駿）に臨み、2番人気に推されたが、レース中にハミ（もしくは腹帯、資料によって記述が異なる）が外れて12着に終わった。しかし同年12月3日、第1回帝室御賞典（秋）（現在の天皇賞・秋）を逃げ切って優勝した。騎乗していたのは新井朋次郎であった。
1938年に京都農林省賞典四歳呼馬（現在の菊花賞）が創設されたこととの兼ね合いで、1938年から帝室御賞典の出走資格は5歳以上に変更された。これは1987年に出走資格が4歳以上へと戻されるまで続き、1937年のハツピーマイト以降、4歳で秋の天皇賞を制する馬は1996年のバブルガムフェローまでは現れなかった。
その後はやや不振で、重賞では中山記念3着、目黒記念5着にとどまった。
5歳で現役を引退して種牡馬となった。栃木で供用されたのちに北海道十勝に移動された。産駒にこれといった馬は出ていない。
全妹のクリフジは変則のクラシック三冠を達成し、歴史的名馬となった。その他の兄弟姉妹もすべて父はトウルヌソルである。

## 血統表
| ハツピーマイトの血統（ゲインズバラ系）／4代内アウトブリード） | ハツピーマイトの血統（ゲインズバラ系）／4代内アウトブリード） | ハツピーマイトの血統（ゲインズバラ系）／4代内アウトブリード） | （血統表の出典）           | （血統表の出典） |
| 父 *トウルヌソル Tournesol 1922 鹿毛                          | 父の父Gainsborough 1915 鹿毛                                  | Bayardo                                                       | Bay Ronald                 | Bay Ronald       |
| 父 *トウルヌソル Tournesol 1922 鹿毛                          | 父の父Gainsborough 1915 鹿毛                                  | Bayardo                                                       | Galicia                    |                  |
| 父 *トウルヌソル Tournesol 1922 鹿毛                          | 父の父Gainsborough 1915 鹿毛                                  | Rosedrop                                                      | St.Frusquin                | St.Frusquin      |
| 父 *トウルヌソル Tournesol 1922 鹿毛                          | 父の父Gainsborough 1915 鹿毛                                  | Rosedrop                                                      | Rosaline                   |                  |
| 父 *トウルヌソル Tournesol 1922 鹿毛                          | 父の母Soliste 1910                                            | Prince William                                                | Bill of Portland           | Bill of Portland |
| 父 *トウルヌソル Tournesol 1922 鹿毛                          | 父の母Soliste 1910                                            | Prince William                                                | La Vierge                  |                  |
| 父 *トウルヌソル Tournesol 1922 鹿毛                          | 父の母Soliste 1910                                            | Sees                                                          | Chesterfield               | Chesterfield     |
| 父 *トウルヌソル Tournesol 1922 鹿毛                          | 父の母Soliste 1910                                            | Sees                                                          | La Goulue                  |                  |
| 母 賢藤 1926 栗毛                                             | 母の父*チヤペルブラムプトン Chapel Brampton 1912 栗毛         | Beppo                                                         | Marco                      | Marco            |
| 母 賢藤 1926 栗毛                                             | 母の父*チヤペルブラムプトン Chapel Brampton 1912 栗毛         | Beppo                                                         | Pitti                      |                  |
| 母 賢藤 1926 栗毛                                             | 母の父*チヤペルブラムプトン Chapel Brampton 1912 栗毛         | Mesquite                                                      | Sainfoin                   | Sainfoin         |
| 母 賢藤 1926 栗毛                                             | 母の父*チヤペルブラムプトン Chapel Brampton 1912 栗毛         | Mesquite                                                      | St.Silave                  |                  |
| 母 賢藤 1926 栗毛                                             | 母の母種光 1919 栗毛                                          | *ラシカッター Rushcutter                                      | Persimmon                  | Persimmon        |
| 母 賢藤 1926 栗毛                                             | 母の母種光 1919 栗毛                                          | *ラシカッター Rushcutter                                      | Curtstone                  |                  |
| 母 賢藤 1926 栗毛                                             | 母の母種光 1919 栗毛                                          | 第二アストニシメント                                          | *インタグリオー            | *インタグリオー  |
| 母 賢藤 1926 栗毛                                             | 母の母種光 1919 栗毛                                          | 第二アストニシメント                                          | *アストニシメント F-No.7-c |                  |